# Closer to the Truth
Closer to the Truth é o vigésimo quinto álbum de estúdio da cantora norte-americana Cher, lançado em 24 de setembro de 2013 através da gravadora Warner Bros. Records, sendo o primeiro álbum da artista em doze anos, desde Living Proof (2001). O single de avanço para promoção do disco, "Woman's World", foi lançado em 18 de junho de 2013 nos Estados Unidos.

## Antecedentes
O último álbum de Cher, Living Proof (2001), foi acompanhado pela turnê mundial Living Proof: The Farewell Tour (2002-05), que de acordo com o Guinness Book é uma das turnês femininas mais lucrativa da história. Depois de um hiato de três anos, ela começou a fazer diversos shows em Las Vegas e foi então que as discussões sobre um novo álbum começaram.Em dezembro de 2008, a cantora disse que estava planejando lançar um disco apenas com covers anos 60, mas em 2010, em vez disso, voltou aos trabalhos atuando no filme musical Burlesque ao lado de Christina Aguilera, onde também contribuiu com a trilha sonora. Uma das faixas da trilha sonora, "You Haven't Seen the Last of Me", alcançou a primeira posição da tabela Hot Dance Club Songs.Durante a divulgação do filme, Cher confirmou que estava trabalhando em um novo álbum em Nashville. O gênero do projeto foi descrito como southern rock e até mesmo country.No entanto, devido ao sucesso de "You Haven't Seen the Last of Me", o gênero do disco foi alterado para dance-pop.
Cher trabalhou com Diane Warren, Timbaland, Mark Taylor (que produziu seu hit de 1998, "Believe") e Kuk Harrell para o álbum.Em 2011, ela gravou uma música inédita de Lady Gaga, "The Greatest Thing", que foi transformada em um dueto com Gaga e foi produzida por RedOne. Inicialmente esperada para ser lançada em setembro de 2011, a canção foi finalmente retirada do álbum pela insatisfação de Cher com a faixa.Uma demo do dueto entre as duas foi divulgada em 13 de agosto de 2013.

## Conteúdo
Com o lançamento de "Woman's World", Cher anunciou que estava trabalhando em um novo álbum, cujo título seria Closer to the Truth. A lista de faixas do álbum inclui "Lie to Me" e "I Walk Alone", ambas escritas pela cantora P!nk, sendo que uma delas inclui seus vocais.O disco ainda inclui "Take It Like a Man", um dueto com Jake Shears, da banda Scissor Sisters, e uma canção escrita pela própria cantora ao lado de Shirley Eikhard, chamada "Lovers Forever", que originalmente foi criada para a trilha sonora do filme de 1994, Interview with a Vampire, que foi gravada por Eikhard em 2005 para o álbum Pop.Cher trabalhou com o produtor de hip-hop Timbaland em "I Don't Have to Sleep to Dream", e gravou três covers: "Sirens" da cantora Nell Bryden, "Dressed to Kill" de Preston e "I Hope You Find It" da cantora Miley Cyrus, para a trilha sonora de The Last Song.
Três versões do álbum estão previstas para serem lançadas. A versão original de "You Haven't Seen the Last of Me" da trilha sonora de Burlesque será incluída na versão deluxe do disco. Há também uma outra vocalista convidada a ser anunciada para o álbum, Cher deu a entender que essa contribuinte poderia ser Christina Aguilera.De acordo com as reações dos críticos após uma festa de audição exclusiva em 1 de agosto de 2013, Closer to the Truth é "um disco saudável entre canções de dance-pop e baladas emocionais",enquanto a primeira parte do álbum é composta por diversos "hinos de dança", a última parte do disco recebe recursos de "canções mais lentas, onde as letras e suas melodias são destaques".

## Divulgação

### Singles
"Woman's World" foi disponibilizada pela própria cantora no dia de Ação de Graças de 2012e, eventualmente, lançada em 18 de junho de 2013.Composta por Matt Morris, Paul Oakenfold e Anthony Crawford, a faixa alcançou a primeira posição da Hot Dance Club Songs em 10 de agosto de 2013.Cher apresentou a canção durante a final da quarta temporada do reality show The Voice.O videoclipe de "Woman's World" foi dirigido por Ray Kay, e lançado em 20 de agosto de 2013.
O segundo single, um cover de "I Hope You Find It" da cantora Miley Cyrus, estreou em 23 de setembro de 2013, durante uma apresentação de Cher no The Today Show, onde ela também interpretou "Believe" e "Woman's World".O cover foi apresentado pela cantora no Live! with Kelly and Michael em 1 de outubro,e no game show alemão Wetten, dass..?, em 5 de outubro de 2013.Cher também apresentou "I Hope You Find It" no reality show The X Factor em 13 de outubroe no The Graham Norton Show em 25 de outubro de 2013.

### Turnê
Em 23 de setembro de 2013, Cher anunciou a turnê de acompanhamento para o disco, intitulada Dressed to Kill Tour, que teve seu início em 22 de março de 2014, e seu fim em 11 de julho de 2014.

## Recepção da crítica
| Críticas profissionais | Críticas profissionais |
| Pontuações agregadas   | Pontuações agregadas   |
| Fonte                  | Avaliação              |
| ---------------------- | ---------------------- |
| Metacritic             | 61/100                 |
| Avaliações da crítica  |                        |
| Fonte                  | Avaliação              |
| Allmusic               | 3 de 5 estrelas.       |
| Idolator               | 4 de 5 estrelas.       |
| USA Today              | 4 de 4 estrelas.       |
| So So Gay              | 5 de 5 estrelas.       |
| Slant Magazine         | 2.5 de 5 estrelas.     |
| About.com              | 4 de 5 estrelas.       |

Closer to the Truth recebeu comentários positivos da crítica especializada. O site Metacritic deu ao álbum uma média de 61 de 100, baseando-se em 6 opiniões e resenhas positivas e negativas recebidas pelos críticos de música.Jerry Shriver do jornal USA Today disse que o disco é uma "enorme diversão, liricamente é substantivo e emocionalmente amplo, apelando além de sua base de fãs".Jim Farber do Daily News escreveu que "o material não é tão individual", mas observou que "na raiz, o novo disco agrada por esta única medida: É profundamente, loucamente Cher".John Hamilton do Idolator atribuiu ao disco quatro (de cinco) estrelas, e afirmou que o álbum "acaba por ser um dos álbuns mais atraentes de Cher, com uma forte coleção de músicas pop".Ed Brody da revista So So Gay destacou que o álbum seria "um retorno manso aos holofotes de uma das estrelas mais duradouras e resistentes do pop". Após o lançamento do disco, Brody proclamou que o disco era "um álbum de renascimento fantasticamente forte".A revista Gay Times sentiu que o álbum era "um fantástico retorno, de longo atraso, de um dos maiores cantores do nosso tempo".
Entretanto, a Allmusic afirmou que o álbum "não era terrível em qualquer aspecto, mas a primeira metade do álbum é muito divertida do que outra metade".Bill Lamb do portal About.com escreveu que o álbum é "bem equilibrado, com o primeiro lado sendo feito por um conjunto de canções dançantes, enquanto o outro lado é explorado por baladas".Kevin Catchpole da PopMatters deu ao álbum uma nota 7 de 10, afirmando que Closer to the Truth é um bom retorno ao mundo da música para Cher.Por outro lado, Sal Cinquemani da revista Slant Magazine escreveu que o álbum "não só perpetua estar esgotado (e desgastante) em sua fórmula, mas falha ao tentar reinventá-lo".Em uma revisão negativa, Michael Andor Brodeur do jornal The Boston Globe destacou que o álbum é "presumidamente projetado apenas para os clubes de dança" e que "Cher insiste em ser mais um ingrediente do remix usando Auto-Tune".

## Alinhamento de faixas
A lista oficial com as faixas de Closer to the Truth foi anunciada em 22 de agosto de 2013.
| Edição padrão  |                      |                                                                               |                         |         |  |
| N.º            | Título               | Compositor(es)                                                                | Produtor(es)            | Duração |  |
| 1.             | "Woman's World"      | Matt Morris, Paul Oakenfold, Anthony Crawford                                 | Oakenfold, JD Walker    | 3:41    |  |
| 2.             | "Take It Like a Man" | Tim Powell, Tebey Ottoh, Mary Leay, Cher                                      | Mark Taylor, Tim Powell | 4:10    |  |
| 3.             | "My Love"            | Paul Barry, Greta Svabo Bech, Dario Brigham-Bowes, Lorne Ashley Brigham-Bowes | Taylor                  | 3:31    |  |
| 4.             | "Dressed to Kill"    | Preston, Taylor, Cher                                                         | Taylor                  | 2:51    |  |
| 5.             | "Red"                | Marc Nelkin, Laura Pergolizzi, Carl Ryden                                     | Josh Crosby             | 3:06    |  |
| 6.             | "Lovers Forever"     | Cher, Shirley Eikhard                                                         | Taylor                  | 4:01    |  |
| 7.             | "I Walk Alone"       | Alecia Moore, Billy Mann, Niklas Olovson                                      | MachoPsycho, Mann       | 3:23    |  |
| 8.             | "Sirens"             | Nell Bryden, Patrick Mascall, Taylor                                          | Taylor                  | 5:03    |  |
| 9.             | "Favorite Scars"     | Wayne Hector, Tom Barnes, Peter Kelleher, Ben Kohn                            | TMS                     | 4:25    |  |
| 10.            | "I Hope You Find It" | Jeffrey Steele, Steven Robson                                                 | Taylor                  | 3:46    |  |
| 11.            | "Lie to Me"          | Moore, Billy Mann                                                             | Mann                    | 3:18    |  |
| Duração total: | Duração total:       | Duração total:                                                                | Duração total:          | 39:55   |  |

| Edição deluxe |                                                     |                                                                          |                       |         |  |
| N.º           | Título                                              | Compositor(es)                                                           | Produtor(es)          | Duração |  |
| 12.           | "I Don't Have to Sleep to Dream"                    | Bonnie McKee, Kelly Sheehan, Timothy Mosley, Jerome Harmon, Chris Godbey | Timbaland, Harmon     | 4:41    |  |
| 13.           | "Pride"                                             | Nelkin, Pergolizzi, Ryden                                                | Carl Ryden            | 4:17    |  |
| 14.           | "You Haven't Seen the Last of Me" (Versão original) | Diane Warren                                                             | Matt Serletic, Taylor | 3:33    |  |

| Edição da Target e versão deluxe internacional |                                           |                             |                                                        |         |  |
| N.º                                            | Título                                    | Compositor(es)              | Produtor(es)                                           | Duração |  |
| 15.                                            | "Woman's World" (R3hab Remix)             | Morris, Oakenfold, Crawford | Oakenfold, Walker, Crawford, Jeff Fenster, R3hab       | 4:02    |  |
| 16.                                            | "Woman's World" (Jodie Harsh Radio Remix) | Morris, Oakenfold, Crawford | Oakenfold, Walker, Crawford, Jeff Fenster, Jodie Harsh | 6:17    |  |
| 17.                                            | "Will You Wait For Me"                    | Don Cook, Mann              | Mann                                                   | 3:32    |  |

## Desempenho nas tabelas musicais
| Tabela musical (2013)               | Melhor posição |
| ----------------------------------- | -------------- |
| Alemanha (Media Control Charts)     | 6              |
| Austrália (ARIA Albums Chart)       | 17             |
| Áustria (Ö3 Austria Top 40)         | 11             |
| Bélgica (Ultratop 50) Flandres      | 65             |
| Bélgica (Ultratop 40) Valônia       | 59             |
| Canadá (Canadian Albums Chart)      | 4              |
| Coreia do Sul (Gaon Album Chart)    | 40             |
| Croácia (Croatian Albums Chart)     | 18             |
| Dinamarca (Danish Albums Chart)     | 26             |
| Escócia (Scottish Albums Chart)     | 5              |
| Espanha (PROMUSICAE)                | 32             |
| Estados Unidos (Billboard 200)      | 3              |
| Finlândia (Suomen virallinen lista) | 41             |
| França (French Albums Chart)        | 77             |
| Hungria (Hungarian Albums Chart)    | 20             |
| Irlanda (Irish Albums Chart)        | 22             |
| Itália (Italian Albums Chart)       | 19             |
| Países Baixos (MegaCharts)          | 41             |
| Reino Unido (UK Albums Chart)       | 4              |
| Chéquia (Czech Albums Chart)        | 25             |
| Rússia (Russian Albums Chart)       | 9              |
| Suécia (Swedish Albums Chart)       | 45             |
| Suíça (Swiss Albums Chart)          | 11             |

| País                  | Certificação |
| --------------------- | ------------ |
| Canadá (Music Canada) | Ouro         |

## Histórico de lançamento
| País           | Data                   | Formato(s)           | Gravadora(s)         |
| -------------- | ---------------------- | -------------------- | -------------------- |
| Austrália      | 20 de setembro de 2013 | CD, download digital | Warner Bros. Records |
| Bélgica        | 20 de setembro de 2013 | CD, download digital | Warner Bros. Records |
| Brasil         | 20 de setembro de 2013 | CD, download digital | Warner Bros. Records |
| México         | 20 de setembro de 2013 | CD, download digital | Warner Bros. Records |
| Países Baixos  | 20 de setembro de 2013 | CD, download digital | Warner Bros. Records |
| Canadá         | 24 de setembro de 2013 | CD, download digital | Warner Bros. Records |
| Japão          | 24 de setembro de 2013 | CD, download digital | Warner Bros. Records |
| Estados Unidos | 24 de setembro de 2013 | CD, download digital | Warner Bros. Records |
| França         | 30 de setembro de 2013 | CD, download digital | Warner Bros. Records |
| Rússia         | 30 de setembro de 2013 | CD, download digital | Warner Bros. Records |
| Suécia         | 30 de setembro de 2013 | CD, download digital | Warner Bros. Records |
| Itália         | 1 de outubro de 2013   | CD, download digital | Warner Bros. Records |
| Espanha        | 1 de outubro de 2013   | CD, download digital | Warner Bros. Records |
| Alemanha       | 4 de outubro de 2013   | CD, download digital | Warner Bros. Records |
| Irlanda        | 11 de outubro de 2013  | CD, download digital | Warner Bros. Records |
| Reino Unido    | 14 de outubro de 2013  | CD, download digital | Warner Bros. Records |